# José Manuel Aizpurúa
José Manuel Aizpurúa Ázqueta (San Sebastián, 30 de diciembre de 1902 - Ibíd., 6 de septiembre de 1936), arquitecto y fotógrafo, representante del racionalismo arquitectónico español y fundador de la Sociedad Artística Gu (Nosotros). Militante falangista murió asesinado en las primeras semanas de la guerra civil española víctima de la represión republicana.

## Vida y obra
Nacido en San Sebastián, marchó a Madrid a cursar sus estudios de arquitectura entre 1921 y 1927 y frecuentó el ambiente de la Residencia de Estudiantes. En 1929 proyectó, junto con Joaquín Labayen, con quien compartió estudio profesional en la calle Prim de San Sebastián, el edificio del Club Náutico de San Sebastián, uno de los primeros ejemplos del racionalismo en España. Situado junto al entonces Gran Casino de la ciudad (actual Ayuntamiento), su aspecto limpio, su color blanco y sus formas de inspiración marítima lo unen con el maquinismo y con el pensamiento vanguardista del arquitecto Le Corbusier.[cita requerida]
Con el fin de extender las ideas arquitectónicas innovadoras, en 1930 tuvo lugar la Exposición de Arquitectura y Pintura Moderna del Ateneo Guipuzcoano que tuvo lugar en el Gran Casino de San Sebastián. Allí se encontraron muchos de los artistas más relevantes de la vanguardia vasca y española (Buñuel, Giménez Caballero, Churruca, Labayen, etc) y desde donde idearán la creación del GATEPAC (Grupo de Artistas y Técnicos Españoles para el Progreso de la Arquitectura Contemporánea). A finales de ese mismo año, Aizpurúa se integró en el GATEPAC, grupo que ya se había formado en Zaragoza con el objetivo de desarrollar la arquitectura en España, y que en Cataluña se conoció como GATCPAC (Grup d'Arquitectes i Tècnics Catalans per el Progrés de l'Arquitectura Contemporània).
En 1933 se unió al nacional-sindicalismo, como uno de los creadores de Falange Española y miembro del Consejo Nacional de Falange Española y de las JONS. Por encargo de José Antonio Primo de Rivera diseñó la cabecera del periódico Arriba. Fue elegido miembro de la Junta Política en 1934 con el cargo de Delegado Nacional de Prensa y Propaganda y fundador de la Falange Española de las JONS en San Sebastián. Fue asesinado en su estudio en la calle Prim de San Sebastián siete días antes de que las tropas del bando nacional  entrasen en la capital guipuzcoana.